# Enrico Zanoncello
Enrico Zanoncello (Isola della Scala, 2 augustus 1997) is een Italiaans wielrenner die in 2021 prof werd bij Bardiani CSF Faizanè.

## Carrière
In 2018 werd Zanoncello negende in de GP Laguna Poreč en dertiende in de Popolarissima. Een jaar later werd hij zevende in de door Luca Mozzato gewonnen Circuito del Porto. In 2020 werd hij, als stagiair bij Cofidis, achttiende in Parijs-Chauny.
In 2021 werd Zanoncello prof bij Bardiani CSF Faizanè. In zijn eerste seizoen bij de ploeg behaalde hij onder meer twee topvijfplaatsen in de Adriatica Ionica Race en nam hij deel aan de Ronde van Sicilië en de Gran Piemonte. In zijn eerste wedstrijd van 2022 sprintte hij, achter Tord Gudmestad, naar de tweede plek in de Grote Prijs Megasaray. Later dat jaar werd hij zesde in zowel de Trofej Umag als de Ronde van de Achterhoek en nam hij deel aan de E3 Saxo Bank Classic en Gent-Wevelgem. In 2023 volgde zijn eerste overwinning met de vijfde etappe in de Ronde van Taiwan, de ronde waarin hij tevens het puntenklassement won. Een maand later won hij ook een etappe in Belgrado-Banjaluka. In juli won hij een etappe in de Ronde van het Qinghaimeer, waar hij Andoni López de Abetxuko en Jelle Johannink versloeg in de massasprint. In de Ronde van het Taihu-meer won hij de openingsrit. De leiderstrui die hij daaraan overhield verloor hij twee dagen later aan George Jackson.
In april 2024 behaalde Zanoncallo zijn eerste profoverwinning op Italiaanse bodem: in de openingsetappe van de Ronde van de Abruzzen werd hij, na een fotofinish met Matteo Malucelli, uitgeroepen tot winnaar.

## Overwinningen
2023
5e etappe Ronde van Taiwan
Puntenklassement Ronde van Taiwan
2e etappe Belgrado-Banja Luka
5e etappe Ronde van het Qinghaimeer
1e etappe Ronde van het Taihu-meer
2024
1e etappe Ronde van de Abruzzen

## Resultaten in voornaamste wedstrijden
| Jaar | Ronde van Italië | Ronde van Frankrijk | Ronde van Spanje |
| ---- | ---------------- | ------------------- | ---------------- |
| 2022 |                  |                     |                  |
| 2023 |                  |                     |                  |
| 2024 | 124e             |                     |                  |
| 2025 | 151e             |                     |                  |

| Jaar | Milaan-San Remo | Gent-Wevelgem |
| ---- | --------------- | ------------- |
| 2022 |                 | opgave        |
| 2023 |                 |               |
| 2024 | 88e             |               |
| 2025 |                 |               |

### Resultaten in kleinere rondes
| Jaar | Tirreno-Adriatico |
| ---- | ----------------- |
| 2024 | 117e              |

## Ploegen
- 2020 –  Cofidis (stagiair vanaf 1 augustus)
- 2021 –  Bardiani CSF Faizanè
- 2022 –  Bardiani CSF Faizanè
- 2023 –  Green Project-Bardiani-CSF-Faizanè
- 2024 –  VF Group-Bardiani CSF-Faizanè
- 2025 –  VF Group-Bardiani CSF-Faizanè

Allegaert · Barceló · Berhane · Claeys · Consonni · Edet · Finé · Haas · Hansen · Jesús Herrada · José Herrada · Lafay · Laporte · Le Turnier · Lemoine · Martin · Maté · Mathis · Morin · Perez · Périchon · Rossetto · Sabatini · Touzé · Vanbilsen · Vermote · A. Viviani · E. Viviani  · Prodhomme (stagiair) · Zanoncello (stagiair)
Battaglin · Bonillo · Cañaveral · Colnaghi · Covili · El Gouzi · Fiorelli · Gabburo · Marcellusi · Martinelli · Mazzucco · Modolo · Mulubrhan (vanaf 21/4) · Nieri · Pellizzari · Pinarello · Rastelli · Santaromita · Tarozzi · Tolio · Tonelli · Trainini (tot 5/4) · Visconti (tot9/3) · Zana · Zanoncello · Zoccarato · Magli (stagiair)
Bonillo · Colnaghi · Conforti · Covili · El Gouzi · Fiorelli · Gabburo · Lucca · Magli · Marcellusi · Martinelli ·  Mulubrhan · Nieri · Paletti · Pellizzari · Petrucci (tot 9/2) · Pinarello · Rastelli · Santaromita · Scalco · Scott (tot 20/7) · Tarozzi · Tolio · Tonelli · Zanoncello · Zoccarato · Cadena (stagiair) · Cavallo (stagiair) · Rojas (stagiair)
Biagini · Colnaghi · Conforti · Covili · Fiorelli · Gabburo · Lucca · Magli · Marcellusi · Martinelli · Paletti · Pellizzari · Pinarello · Pinazzi · Pozzovivo (vanaf 25/2) · Rojas · Scalco · Tarozzi · Tolio · Tonelli · Turconi · Zanoncello · Zoccarato